# 隔田村
隔田村（英語：Kak Tin Tsuen），是一條位於香港新界的沙田大圍南部的原居民村落，位於沙田頭與田心之間，坐落於獅子山北麓。隔田村是沙田九約之一——隔田約的其中一條鄉村。

## 歷史
隔田村居民以曾氏為主，歷史上的先祖可追溯自山東，時至今天約有80名村民為曾氏。祖籍東莞石排的曾南軒是隔田村的開基祖，原先居於大圍村及田心村，於明朝末年建立隔田村，後代傳至今天共二十多代，分三房。1899年，隔田村有人口約130人。1911年，隔田村有人口200人。1960年，隔田村有人口220人。
隔田村有兩條分支村落，公廟和南滘，均與原村相鄰。

## 建築
- 隔田村11號（香港三級歷史建築）：由曾炳生建於1920年代，為他的元配而建。[4]
- 隔田村12號：由曾炳生建於1920年代，為他的妾侍而建。1960年由謝氏購入至今，成為謝寶善堂。[5]
- 曾氏宗祠
- 法雲蘭若